# Paul de Lima
Paul Quirin de Lima (Otrabanda, 4 juni 1861 - Curaçao, 18 februari 1926) was Antilliaans dirigent, organist bij de Nederlands-Portugees Israëlitische gemeente en violist.
Hij vormt één van de vele schakels in de aanloop tot de vorming van een symfonieorkest op Curaçao en de Nederlandse Antillen. Hij was met zijn ensemble El Progreso vanaf 1886 de opvolger van een harmonieorkest onder leiding van Agustin Bethencourt (1826-1885). Net als zijn voorganger programmeerde hij veelal werk van Antilliaanse componisten in zijn concerten. Hij schreef zelf ook enkele werken (Por qué no en Pourquoi souffrir/Porque sufrir?).
Het zou tot 1912 duren voordat er een definitievere vorm zou komen; de eerste versie van het Curaçaos Philharmonisch orkest met een herstart ui 1939 onder leiding van De Lima’s leerling Rudolf Boskaljon.
Hij was zoon van Evelina Christina Vence en geëcht door Antoine de Lima. Paul de Lima was getrouwd met Josefina Sintiago. Hun zoon Emirto de Lima (1890-1972) was musicus, musicoloog en componist van Curaçaose/Colombiaanse muziek.